# РНК-полимераза II
РНК-полимераза II  — фермент эукариот, который катализирует транскрипцию ДНК, синтезирует предшественников м-РНК и большинство мяРНК и микроРНК. Эта полимераза представляет собой комплекс массой 550 кДа, состоящий из 12 субъединиц. РНК-полимераза II является наиболее изученным типом РНК-полимеразы. Для коректного осуществления транскрипции ДНК ей необходим широкий спектр транскрипционных факторов, чтобы производить связывание с генами в промоторной области

## Субъединицы
Ко́ровые субъединицы РНК-полимеразы II были выделены с помощью анализов транскрипции. Выделенный фермент имеет, как правило, 10—12 субъединиц (12 у человека и дрожжей) и не способен к специфическому распознаванию промотора. Многие взаимодействия между её субъединицами уже известны.
- ДНК-зависимая субъединица RPB1 РНК-полимеразы II  — фермент, который в организме человека кодируется геном POLR2A, а в дрожжах кодируется RPO21. RPB1 — самая большая субъединица РНК-полимеразы II. Её С-концевой домен, объединяющий до 52 гептапептидных повторов (YSPTSPS), которые необходимы для полимеразной активности[8]. В сочетании с рядом других субъединиц полимеразы она образует ДНК-связывающий домен полимеразы, в котором матрица ДНК транскрибируется в РНК[9]. Эта субъединица взаимодействует с RPB8[7].

- RPB2 (POLR2B) — вторая по величине субъединица, которая в комбинации по меньшей мере с двумя другими субъединицами полимеразы образует структуру, которая в активном центре фермента поддерживает контакт между ДНК-матрицей и вновь синтезированной РНК[10].

- RPB3 (POLR2C) — третья по величине субъединица. Существует в виде гетеродимера с другой полимеразной субъединицей, POLR2J, образующего основной сборочный узел. RPB3 взаимодействует с RPB1-5, 7, 10—12[7].

Субъединица B4 РНК-полимеразы II (RPB4) — кодируется геном POLR2D, является четвёртой по величине субъединицей и может играть роль защиты от стресса.
RPB5 у человека кодируется геном POLR2E. Две молекулы этой субъединицы присутствуют в каждой РНК-полимеразе II. RPB5 сильно взаимодействует с RPB1, RPB3 и RPB6.
- RPB6 (POLR2F) образует структуру, по крайней мере, с двумя другими субъединицами, которая стабилизирует транскрипцию полимеразы на матрице ДНК[13].

RPB7 кодируется геном POLR2G и может играть роль в регуляции функций полимеразы. RPB7 взаимодействует с RPB1 и RPB5.
- RPB8 (POLR2H) взаимодействует с субъединицами RPB1-3, 5 и 7[7].

- RPB9 — паз, в котором матрица ДНК транскрибируется в РНК, состоит из RPB9 (POLR2I) и RPB1.

- RPB10 — продукт гена POLR2L. Он взаимодействует с RPB1-3 и 5, и сильно с RPB3[7].

- RPB11 — субъединица RPB11 сама состоит из трёх субъединиц у человека: POLR2J (RPB11-а), POLR2J2 (RPB11-б), и POLR2J3[15] (RPB11-с).

- RPB12 взаимодействует с RPB3 (POLR2K)[7].

## Сборка
В сборке РНК-полимеразы II участвует RPB3. Субкомплекс RPB2 и RPB3 появляется вскоре после синтеза субъединицы. Этот комплекс впоследствии взаимодействует с RPB1. RPB3, RPB5 и RPB7 взаимодействуют друг с другом, чтобы сформировать гомодимеры, а RPB3 и RPB5 вместе способны связаться со всеми другими субъединицами RPB, за исключением RPB9. Только RPB1 сильно связывается с RPB5. Субъединицы RPB1 также контактирует с RPB7, RPB10, хотя и более слабо, чем с RPB8, контактирование с которой у неё наиболее эффективно. После в комплекс RPB1 входят и другие субъединицы, такие как RPB5 и RPB7 могут входить, где RPB5 связывается с RPB6 и RPB8 и RPB3 доставляет RPB10, RPB 11, и RPB12. RPB4 и RPB9 могут соединятся только когда почти весь комплекс собран. RPB4 образует комплекс с RPB7.

## Кинетика
Фермент может катализировать до нескольких миллионов реакций в секунду. Скорость работы фермента зависит от состава раствора и концентрации субстрата. Как и другие ферменты, POLR2 имеет кривую насыщения и максимальную скорость (Vmax). Он имеет Km (концентрация субстрата, необходимого для достижения половины Vmax) и kcat (число молекул субстрата, обрабатываемых одним активным центром в секунду). Указанная константа даёт kcat/Km. Теоретический максимум для указанной константы находится в пределах от 108 до 109 (M−1 с−1), когда каждое столкновение фермента с его субстратом приводит  к акту катализа. У дрожжей мутация в домене Trigger-Loop самой большой субъединицы может изменить кинетику фермента.
Число оборотов для РНК-полимеразы II составляет 0,16 с−1 от концентрации. Бактериальная РНК-полимераза, родственник РНК-полимеразы II, переключается между инактивированным и активированным состояниями транслокацией назад и вперед вдоль ДНК. Концентрации [NTP]eq = 10 μM ГТФ, 10 μМ УТФ, 5 μМ АТФ и 2,5 μМ ЦТФ, производят средний рейтинг удлинения, число оборотов, ~1 пара оснований (NTP)−1 для бактериальной РНК-полимеразы.
РНК-полимераза II ингибируется α-аманитином.

## Голоэнзим
Голоэнзим РНК-полимеразы II — форма эукариотической РНК-полимеразы II, которая набирается в живых клетках в промоторах генов белков. Он состоит из РНК-полимеразы II, подмножества общих факторов транскрипции, и регуляторных белков, известных как белки SRB.
Часть сборки голоэнзима именуется как преиниационный комплекс, потому что его сборка происходит на месте промотора гена до иннициации транскрипции. Посреднический комплекс выступает в качестве моста между РНК-полимеразой II и факторами транскрипции.

## Управление структурой хроматина
Это[что?] краткое изложение механизма на примере дрожжевых клеток, с помощью которых структуры хроматина и посттрансляционная модификация гистонов помогают регулировать транскрипцию генов РНК-полимеразой II.
Этот[какой?] путь даёт примеры регулирования в следующих точках транскрипции:
- Преинициация (продвижение по Bre1, модификация гистонов).
- Инициация (продвижение по TFIIH, модификация Pol II и продвижение COMPASS, модификация гистонов).
- Удлинение (продвижение по Set2, модификации гистонов).

Обратите внимание, что это[что?] относится к различным этапам этого[какого?] процесса в качестве регуляторных шагов. Это[что?] не было доказано, что они[кто?] используются для регулирования, но очень вероятно, что это[что?] так.
Удлинение промоторов РНК Pol II могут быть суммированы в 3 классах:
1. Медикамент/зависящих от последовательности (задержка/аффект) факторов (различные мешающие белки).
2. Структуры хроматина, ориентированные на факторы (посттранскрипционные модификаторы гистонов, например, гистонов метилтрансферазы).
3. РНК Pol II-факторы, улучшающие качество транскрипции (различные мешающие белки и кофакторы Pol II).

## Участвующие белковые комплексы
Факторы,
ориентированные на структуры хроматина: 

((HMTs (гистон-метилтрансферазы)):

COMPASS§† — (комплекс белков, связанных с Set1) — Метилатлизин 4 гистона H3.

Set2 — Метилатлизин 36 гистона H3.

(интересный не имеющий значения пример: Dot1*‡ — метилирует лизин 79 гистона H3.)
(Другие):
Bre1 — убиквинизирует (добавляет убиквитин) на лизин 123 гистона H2B. Связан с предварительной инициацией и позволяет связывание РНК Pol II.

### CTD РНК полимеразы
С-конец RPB1 добавляется для формирования С-концевого домена (CTD). Карбоксильно-концевой домен РНК-полимеразы II, как правило, содержит до 52 повторов последовательности Tyr-Ser-Pro-Thr-Ser-Pro-Ser.Другие белки часто связывается с С-концевым доменом РНК-полимеразы с целью активировать полимеразную активность. Это домен белка, который участвует в инициации транскрипции, кэпировании РНК-транскрипта, и прикреплении к сплайсосоме для сплайсинга РНК.